# Wladislaus (Teschen-Zator)
Wladislaus von Zator (auch Ladislaus von Zator, Wladislaus von Teschen-Zator; † 1494) war von 1468 bis 1494 Herzog von Zator. Er entstammte dem Teschener Zweig der Schlesischen Piasten.

## Leben
Wladislaus Eltern waren Wenzel I. und dessen aus Sewerien stammende Ehefrau Maria Kopczowska († nach 1468). Vor 1488 vermählte er sich mit Anna († nach 1494), deren Herkunft nicht bekannt ist. Der Ehe entstammte die einzige Tochter Agnes, die vor 1490 geboren wurde und 1505 starb. Vor 1504 wurde sie mit dem böhmischen Adligen Jan von Tworkau vermählt.
Nach dem Tod des Vaters 1465 erbten der noch nicht volljährige Wladislaus und seine älteren Brüder Kasimir II., Wenzel II. und Johann V. das Herzogtum Zator, das sie zunächst gemeinsam verwalteten. 1474 teilten sie es in zwei Teile, deren Grenze die Skawa bildete. Die älteren zwei Brüder erhielten den östlichen Teil, während den jüngeren Brüdern Johann V. und Wladislaus der westliche Teil zugewiesen wurde. Die abseits der Skawa liegende Stadt Zator und das dortige Schloss wurden ebenfalls geteilt. 
Nach Wladislaus Tod, der 1494 ohne männliche Nachkommen starb, gelangte sein Gebietsanteil an seinen Bruder Johann V. Er konnte nun das gesamte Gebiet des Herzogtums Zator sein Eigen nennen, da die beiden älteren Brüder Kasimir und Wenzel ebenfalls nicht mehr am Leben waren und beide keine männlichen Nachkommen hinterließen. Im selben Jahr musste er es dem König von Polen verkaufen.